# Kunice (przystanek kolejowy w województwie dolnośląskim)
Kunice – przystanek kolejowy w miejscowości Kunicach, w województwie dolnośląskim. Przystanek powstał w 2025 roku.